# Iftikhar ad-Daula
Iftikhar ad-Daula (n. secolul al XI-lea; în arabă إفتخار الدولة‎) a fost guvernatorul fatimid al Ierusalimului în timpul primei Cruciade și cuceririi orașului de către cruciați la 15 iulie 1099. El a predat Ierusalimul lui Raimond de Saint Gilles în Turnul lui David și a fost escortat din oraș cu garda sa de corp.
Puțin se știe despre Iftikhar, deși el este menționat ca guvernator al Ascalonului după căderea Ierusalimului, ceea ce sugerează că el era guvernatorul fatimid al întregii Palestiniene. Cronicarul sirian Bar-Hebraeus îl numește „un om din cartierul egiptenilor”, ceea ce ar putea indica faptul că el era de origine nubiană sau sudaneză, deoarece bărbații de origine arabă sau turcă erau în general specificați ca atare. Cartea autobiografică a lui Usamah ibn Munqidh îl menționează ca pe un emir al castelelor locale din Abu Qubays, Qadmus și al-Kaf.

## Căderea Ierusalimului
Iftikhar avea o garnizoană puternică formată din trupe arabe și sudaneze. Auzind despre avansul francilor, a otrăvit fântânile din împrejurimile Ierusalimului; a mutat animalele de pe pășuni în interiorul zidurilor orașului și a trimis urgent în Egipt pentru întăriri. Apoi a ordonat tuturor creștinilor, apoi majorității populației, să evacueze orașul, dar ia permis evreilor să rămână înăuntru. Deși garnizoana era bine dotată, era insuficientă pentru a completa toate zidurile și a fost copleșită după un asediu de șase săptămâni.